# وزارة الاقتصاد والتجارة والصناعة (اليابان)

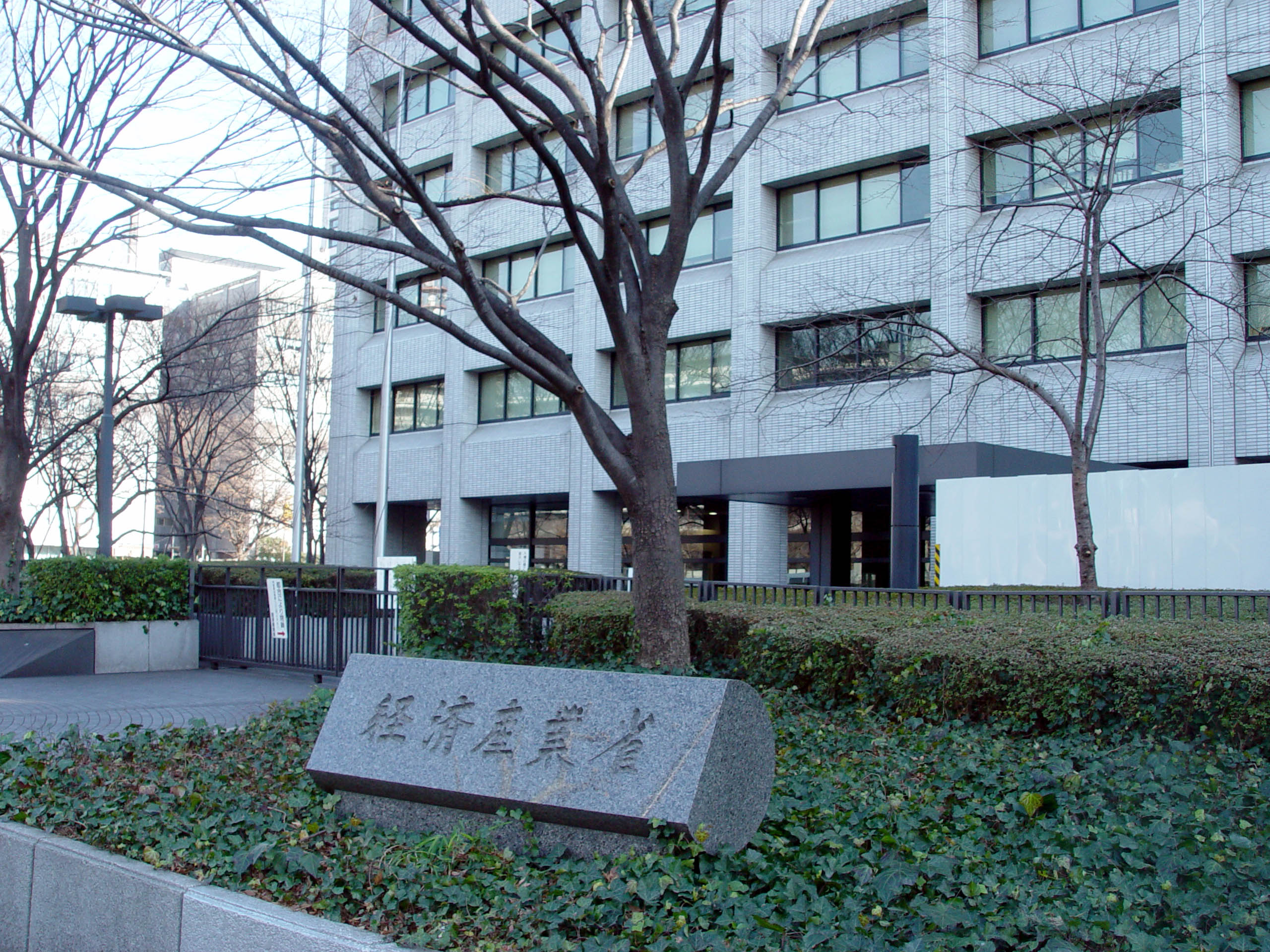
مبنى وزارة الصناعة اليابانية.

وزارة الاقتصاد، والتجارة والصناعة (باليابانية: 経済産業省 كيزاي سانغيو شو) وتسمى اختصارا ميتي METI هي وزارة في الحكومة اليابانية تم إنشاء الوزارة عام 2001 تحت الإصلاح الحكومي عند دمج وزارة التجارة والصناعة مع عدة وكالات من وزارات أخرى تشابه نشاطاتها الاقتصادية مثل وكالة التخطيط الاقتصادي. يقع المبنى الرئيسي للوزارة في كاسوميغاسيكي، تشيودا، طوكيو، ويبلغ عدد موظفي الوزارة 8601 موظف بحسب إحصاءات عام 2007.

## الوكالات التابعة للوزارة
من أهم الوكالات التابعة لوزارة الاقتصاد والتجارة والصناعية هي :
- المعهد الوطني لعلوم الصناعة والتقنية المتقدمة
- مكتب براءات الاختراع الياباني
- وكالة السلامة النووية والصناعية اليابانية

## وصلات خارجية
- وزارة الاقتصاد، والتجارة والصناعة